# Водяне (Вознесенський район)
Водяне́ — село в Україні, у Єланецькій селищній громаді Вознесенського району Миколаївської області. Населення становить 97 осіб. До 2020 року орган місцевого самоврядування — Калинівська сільська рада.

## Населення

### Мова
Розподіл населення за рідною мовою за даними перепису 2001 року:
| Мова       | Кількість | Відсоток |
| ---------- | --------- | -------- |
| українська | 91        | 93.82%   |
| російська  | 3         | 3.09%    |
| румунська  | 3         | 3.09%    |
| Усього     | 97        | 100%     |